# Alberte Kjær Pedersen
Alberte Kjær Pedersen (* 23. Juni 1998 in Fredericia) ist eine dänische Leichtathletin, die sich auf den Langstreckenlauf fokussiert hat und seit 2012 auch als Triathletin startet. Sie ist Vizeweltmeisterin U23 auf der Triathlon-Kurzdistanz (2021).

## Sportliche Laufbahn
Erste internationale Erfahrungen sammelte Alberte Kjær Pedersen bei den Crosslauf-Weltmeisterschaften 2015 in Guiyang, bei denen sie nach 22:26 min auf dem 48. Platz in der U20-Altersklasse gelangte. Zwei Jahre darauf erreichte sie bei den Crosslauf-Weltmeisterschaften 2019 im heimischen Aarhus in 41:50 min Rang 80 und nach einem zweiten Platz beim City Half Marathon in Aarhus klassierte sie sich bei der Sommer-Universiade in Neapel in 1:19:42 min den 16. Platz. 2018 wurde Pedersen dänische Meisterin im 5000-Meter-Lauf und 2021 wurde sie in 9:00,80 min Hallenmeisterin über 3000 Meter und stellte einen neuen dänischen Rekord ein. 2021 startete sie im 3000-Meter-Lauf bei den Halleneuropameisterschaften in Toruń und schied dort mit neuem Landesrekord von 9:00,80 min in der ersten Runde aus. 2022 wurde sie Landesmeisterin im 10-km-Straßenlauf und bei den Crosslauf-Europameisterschaften 2024 in Antalya landete sie nach 27:30 min auf dem 46. Platz im Einzelbewerb. Zudem wurde sie im selben Jahr Landesmeisterin im 5-km-Straßenlauf. Bei den erstmals ausgetragenen Straßenlauf-Europameisterschaften 2025 in Löwen lief sie nach 33:20 min als 42. durchs Ziel.

### Triathlon seit 2012
2015 und erneut 2018 wurde sie Dänische Triathlon-Meisterin. Im Juni 2021 gewann die 22-Jährige in Mexico den ITU Triathlon World Cup auf der Sprintdistanz.
Im August 2021 wurde sie in Kanada Vizeweltmeisterin U23 auf der olympischen Kurzdistanz (1,5 km Schwimmen, 40 km Radfahren und 10 km Laufen).
Bei der Triathlon-Europameisterschaften 2022 in München belegte die 24-Jährige im August den achten Rang. Im Mai 2024 konnte sie zum zweiten Mal nach 2021 den ITU Triathlon-Weltcup im mexikanischen Huatulco für sich entscheiden.

## Sportliche Erfolge
| Datum/Jahr    | Rang | Wettbewerb                                      | Austragungsort | Zeit     | Bemerkung                                                                                                  |
| ------------- | ---- | ----------------------------------------------- | -------------- | -------- | --- |
| 31. Juli 2024 | 36   | Olympische Sommerspiele 2024                    | Paris          | 02:02:02 | |
| 25. Mai 2024  | 30   | ITU World Championship Series 2024              | Cagliari       | 01:52:06 | hinter der Französin Cassandre Beaugrand                                                                   |
| 18. Mai 2024  | 1    | ITU Triathlon World Cup                         | Huatulco       | 01:04:54 | |
| 14. Aug. 2022 | 9    | ETU Triathlon European Championship Mixed Relay | München        | 00:22:30 | Europameisterschaft; gemischte Staffel; mit Emil Holm, Oscar Gladney Rundqvist und Sif Bendix Madsen       |
| 12. Aug. 2022 | 8    | ETU Triathlon European Championship             | München        | 01:53:32 | Europameisterschaft                                                                                        |
| 21. Aug. 2021 | 2    | ITU Triathlon World Championship U23            | Edmonton       | 02:00:05 | Vizeweltmeisterin U23 auf der olympischen Kurzdistanz (1,5 km Schwimmen, 40 km Radfahren und 10 km Laufen) |
| 12. Juni 2021 | 1    | ITU Triathlon World Cup                         | Huatulco       | 01:00:24 | |
| 10. Sep. 2018 | 1    | DEN Triathlon National Championships            | Fredericia     | 01:04:34 | Dänische Triathlon-Meisterin                                                                               |
| 30. Aug. 2015 | 1    | DEN Triathlon National Championships            | Holbæk         | 01:04:34 | Dänische Triathlon-Meisterin                                                                               |
| 31. Aug. 2013 | 3    | DEN Triathlon National Championships            | Danemark       |          | hinter Ditte Kristensen und Line Thams                                                                     |
| 1. Juli 2012  | 5    | DEN Triathlon National Championships            | Danemark       | 01:07:49 | |

(DNF – Did Not Finish)

## Persönliche Bestzeiten
- 3000 Meter: 10:05,04 min, 1. September 2013 in Aarhus
  - 3000 Meter (Halle): 9:00,80 min, 4. März 2021 in Toruń
- 5000 Meter: 16:34,62 min, 26. August 2018 in Odense
- 5-km-Straßenlauf: 15:58 min, 22. Juni 2024 in Herning
- 10-km-Straßenlauf: 32:33 min, 20. April 2024 in Aarhus
- Halbmarathon: 1:12:24 h, 16. Februar 2025 in Barcelona